# کوریس
کوریس (انگلیسی: Kores) شرکت نوشت‌افزار اتریشی است، که در سال ۱۸۸۷ تأسیس شد.